# 于爾根·莫特曼

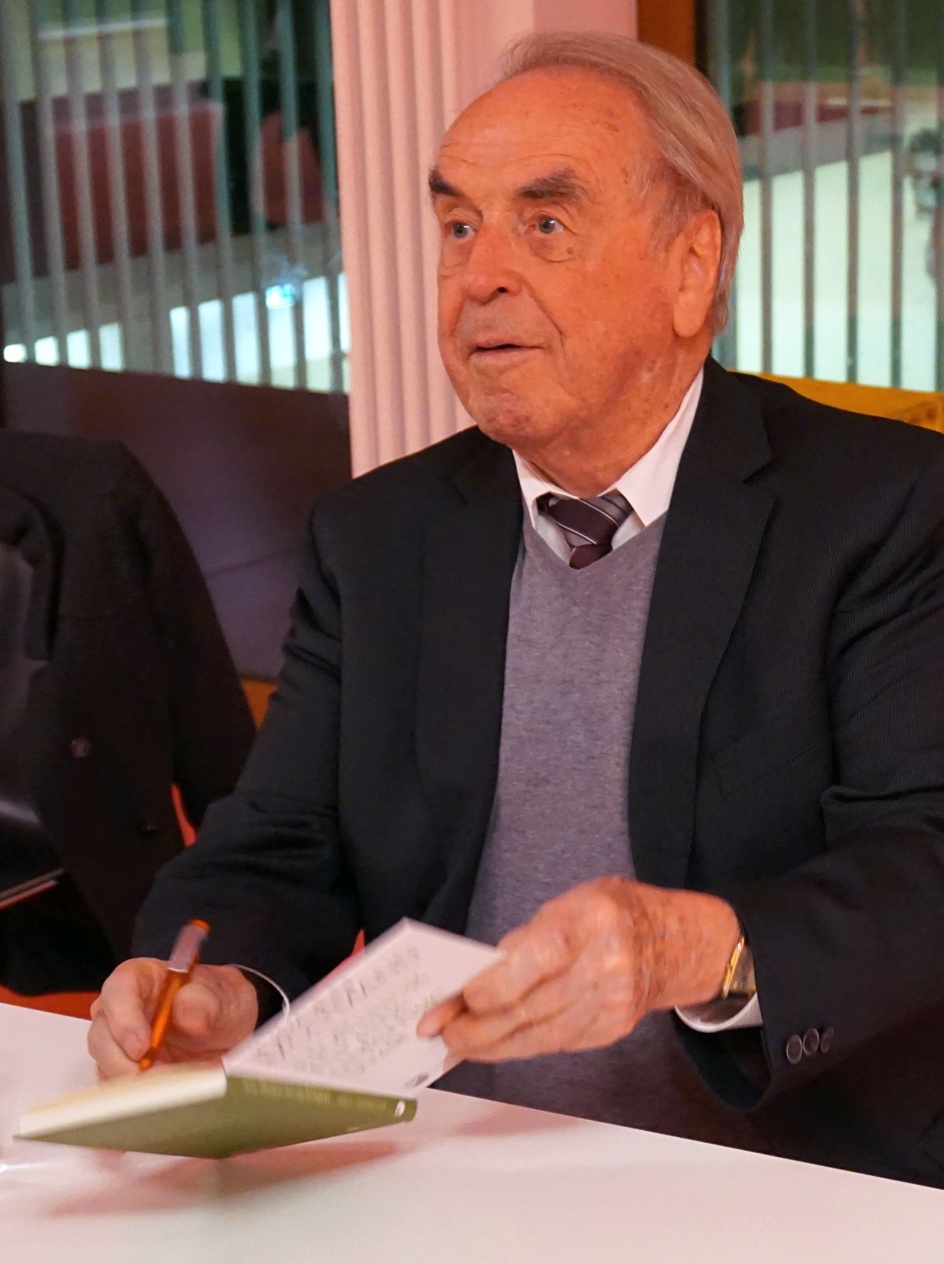
于爾根·莫特曼在斯图加特医院

于爾根·莫特曼（Jürgen Moltmann，1926年4月8日—2024年6月3日）是德国知名改革宗神學家。他因《盼望神學》（Theology of Hope）而知名，在基督教終末論方面有新的貢獻。有一段時間，他繼續以終末論作為主軸提出他對神學各分論的新見解。但他後來放棄這一研究路線，轉而以基督教神學研究提供當代人類困境的出路，並將對當下處境的反思回饋為神學的豐富內涵。雖然通論認為莫特曼或多或少受新馬克思主義影響，對傳統基督教神學有若干爭議，但他對人類普遍的苦難、受壓迫者的處境、環保問題、女性處境等議題仍多所貢獻。

## 生平
于爾根·莫特曼1926年生於北德的漢堡，知識份子的家庭，父親是老師，任教於漢堡的，教授拉丁文、德文和歷史，是社會民主黨黨員。原本志在科學，戰火卻擊碎他的夢想，生命意義的問題如潮而來，使他走向神學之路。莫特曼和他那一代的人，在納粹時代受教育，被編在希特勒青年團裡，被驅往戰場，這些經驗與莫特曼個人的信仰轉捩點有緊密的相連。
莫特曼16歲（1943年）時被征召入伍，參與第二次世界大戰。18歲被派上前線，在部隊中經歷數次的死裡逃生，看見自己的伙伴被炸死、戰死，他不明白為何自己得以倖存，因此，在那天晚上作出生平第一次向上帝的呼喊。19歲因德國戰敗，成為戰俘3年（1945年－1948年），在戰俘營中看見奧斯維辛等集中營，德軍屠殺猶太人的慘狀，使他對以往歌德、尼采等人的詩中，所構築的祖國形象完全粉碎殆盡。
在英國諾丁罕的戰俘營，得到一本聖經，開始認真閱讀。《詩篇》中的哀歌成為可以訴說他的苦境的篇章。他開始認識「盼望」的意義。1948年，莫特曼由戰俘營回到德國，為要認識真理並找尋自己存在問題的解答，到哥廷根大學念神學。
莫特曼26歳（1952年）得博士學位，並與同門的伊莉莎白（Elisabeth Moltmann-Wendel）結婚，擔任農村教會牧師。完成講師升等論文後，取得大學教書資格。也於悟普塔神學院（Wupertal Kirchliche Hochschule）、波昂大學、圖賓根大學任教。首先因為其《盼望神學》（1964年）而廣為人知。此部著作以及其隨後著作，使他成為最具影響力的一位當代德國基督教新派神學家，其影響力同時可見於非西方以及西方的世界，並在更廣泛的教會圈子以及學術神學界。
1984年首次來台，於台灣神學院和台南神學院發表演講。1992年二次來台，於馬偕神學講座發表演講。
1994年退休，榮獲德國Ludwigshafen市頒贈「布洛赫獎Ernst Bloch Preis」。
1995年拜訪趙鏞基牧師。2002年第三次來台，應中原大學宗教研究所之邀，舉行系列專題講座，並於「莫特曼與漢語神學」國際學術研討會與漢語學界展開對話。
2005年接受中原宗教研究所所授予的名譽博士學位證書。
2017年再度來台，於中央大學發表演講。
2018年到訪香港中文大學，參與由香港中文大學崇基學院神學院及漢語基督教文化研究合辦的研討會。

## 主要作品
- （1964）《盼望的神學》（Theology of Hope），奠定他在神學界的地位。
- （1968）《盼望與計劃》（Hope and Planning）。
- （1972）《被釘十字架的上帝》（The Crucified God）。
- （1975）《聖靈大能中的教會》（The Church in the Power of the Spirit）。
- （1978）《開放的教會》（The Open Church）。
- （1980）《三位一體和上帝國》（The Trinity and the Kingdom of God）。《為什麼我是一個基督徒》（Experiences of God）。
- （1985）《創造中的上帝》（God in Creation）。
- （1988）《今日神學》（Theology Today）。
- （1989）《耶穌基督的道路》（The Way of Jesus Christ）。《公義創建未來》（Creating a Just Future）。
- （1991）《生命之靈》（The Spirit of Life）。《歷史與三一上帝》（History and the Triune God）。
- （1992）《耶穌基督－我們的兄弟，世界的救主》。
- （1994）退休，《當代的基督》（Jesus Christ for Today’s World）。
- （1995）《來臨中的上帝》（The Coming of God）。《俗世中的上帝》（God for a Secular Society）。
- （1999）《神學思想的經驗》（Experiences in Theology）。
- （2002）《科學與智慧》（Wissenschaft und Weisheit）。[3]

## 其興起的思想、社會背景
1. 思想背景：
  1. 新正統神學強調神的超越性，並消極的看待政治、科技等一切事物。
  2. 但到了六〇年代，神學家嘗試再度彰顯神的臨在性，積極參與世俗文化、政治活動。他們偏重以「以世界為中心」，而非以教會為中心。

神死運動正是這一波偏激的思潮， 他們以猶太人遭屠殺、廣島遭原子彈襲擊，否定上帝存在的理由，應該由世俗來決定教會的去向。 
1. 社會背景
  1. 西方社會自從君士坦丁大帝以來，基督教一直是社會的宗教，但到了十九世紀工業革命時，如黑格爾所指，

社會從尊敬神的桎梏之下解放出來，以「人類需要」作為社會目標，公共生活完全受到商業性的控制。
1. 1. 於是，基督教變成了個人的、私人的活動，是內心的敬虔行為，教會便失去了千餘年來對社會的影響與作用。[6]

## 盼望神學所面對的問題
- 「抗議的無神論」在六〇年代盛行，有些妥協的神學家便持無神論者的言論，將基督教信仰貶抑為心靈的渴望：如進程神學、基督徒無神論、時代主義、靈恩運動，或神只是在遙遠的過去與超自然的事件中向人顯現。
- 所以， 希望神學想要重申神的超越性，但不是從空間的角度，而是以直線式時間觀的角度。因此，他們一方面講論神為「未來的能力」，一方面又要探討未來神榮耀的國度，對現今人類有什麼意義。[7]

## 神學思想
個人的信仰經歷：
從小出身於教師家庭，年輕的時候所接觸的是自由派的神學，對於上帝感到很陌生，對物理及數學很有興趣。但在1943年參戰時，經歷身旁的同學被炸的粉身碎骨時，第一次呼求上帝，問到：「我的上帝，你在哪裡？」，並且無法理解為何他人死了，自己卻活下來。之後成為戰俘三年，其間不停尋找答案，他開始認真閱讀聖經。最後在《馬可福音》中找到答案，當他讀到耶穌在十字架上大聲呼喊，他便知道救贖者就在那裡，當我們處於被上帝遺棄的狀態，祂就在那裡。
莫特曼的神學起點是他的囚中經歷。莫特曼體驗到上帝無所不在：與心靈被碎者同在；與倒勾鐵絲網後的囚犯同在，與黑夜的靈魂同在，上帝在苦難中的同在，成為生命的盼望所在，上帝是受苦的上帝，上帝是盼望的上帝。
莫特曼不談形而上學的上帝（無動於衷的上帝），而從基督的復活和十字架來談論上帝，這也成為他神學的核心。
在莫特曼眼中：「神學家並不亟亟於解釋世界、歷史和人性，而是在期盼神聖的更新中轉化世界。」具體的歷史實踐是莫特曼末世神學的要求。這種實踐並非理論的應用，而是末世真理的落實。莫特曼的神學揭示世界不完美的真像，又指出改革盼望的可能性，並要求透過實踐來扭轉虛假的現實，活出真寶的生命。
他放棄對於數學及物理的研究，開始探索對上帝的認識。他被關在一個新教神學家的戰俘營，在那裡被擄的講師向被擄的學生授課，他於1947年開始神學上的研究。完成學業之後其不願意加入在希特勒統治期間對於當時狀況緘默不語或是歡呼不已的新教教會，而選擇加入「弟兄會」及「新教神學學會」，當時他們以巴特的思想為核心思想，主張「唯獨基督」。但是這樣的思想卻無法回應戰後所產生有關政治及文化上的議題，直到潘霍華的《獄中書簡》使他們擺脫了「失去中心」的困境。之後亦受到布魯門哈特、布絡赫的著作影響，而發展出《盼望神學》。莫特曼所提出的神學觀念不僅僅被單一神學學派接受，在世俗主義者、敬虔主義、黑人神學家、白人自由主義等學派都受歡迎。之後他又更深的探究十架神學，再次說明我們的上帝是參與在受苦者的痛苦經歷中的上帝。且強調這位復活者是被釘十字架的那一位，當人回憶被釘十字架的那一位復活者，人心中的眼目便會被打開，進而與卑微者團結一致。所以莫特曼積極與拉丁美洲的解放神學的領袖、受難中的韓國教會領袖、羅馬尼亞正教領袖及公教的修士多有聯繫。他廣泛的參與和平運動及生態運動。

### 盼望神學－終末論
終末論被視為「有關末世的教義」或「有關萬事終結的教義」。莫特曼認為這是一種恐怖末日論的想法，不符合基督教精神。基督教終末論的主題不在「終局」，而是萬有的嶄新創造。莫特曼的神學貢獻在於他提出的「盼望神學」，以盼望為論述的神學又基於「終末論的神學」。
莫特曼認為近代神學中首先發現新約終末論的Johannes Weiss，以及史懷哲的「一致終末論」、巴特的「超越的終末論」、布特曼的「存在的終末論」、庫爾曼「拯救史的終末論」都未能真正掌握終末論所已經開啟之將來的向度。莫特曼反對把終末論「時間化」及「永恆化」。
「終末時間化」所談的是線性的時間觀，由庫曼所提出。為多數人所接受，所談的終末是「已然－未然」的臨在，即是基督在十字架上已經打贏決定性的戰役，將天國引到這個世界，救恩的歷史會隨著時間逐漸成為圓滿現實的狀態。
「終末永恆化」所談的是當下式的，由巴特及布特曼所提出。巴特所談的是「外在的超越」，布特曼所談的是「內在的超越」。巴特認為終末不屬於歷史，它超越時間範疇，可臨在時間中的每一刻，他認為歷史的終結並非是將來的的體驗，而是此時此刻對於永恆的體驗。所以終末被理解為上帝純粹的現在，而沒有未來可言。而布特曼則認為當人與基督耶穌的生命相遇而願意做出存在的決定，放棄漫無目的生存態度，願意活出真實永恆的生命，那就成為終末的實現了。
但對莫特曼而言這兩個路經是消極，是讓人撤退世界的想法，因為世界的敗壞是屬乎天國的事，反正最後的勝利指日可待，人們何需努力、抗爭、轉化？亦或者說這個變動的世界非真實的存在，只有永恆的國度才是永遠的家鄉，那麼這個世界並非是我家，社會、文化政治的改革都沒有意義了。
莫特曼認為終末並非指時間性的將來，也非是時代主義者所談的恐怖的末日論：好人上天堂、惡人下地獄、地球會毀於大火之中。終末論所談不應該是人類或世界的終局，而是真正生命的開始、一個嶄新地上帝國的開始。
所以莫特曼認為的終末指的是上帝的臨在，這個臨在所帶出的能力帶來新的可能。其盼望神學就是有此發展出來。
終末論精確的來說談的就是耶穌基督的將來，這個將來是上帝的應許，是尚未彰顯的將來。耶穌基督被釘十字架與復活的啟示跟將來的應許息息相關，因為耶穌基督開啟了一個充滿可能性的將來。這個將來不是歷史發展中必然的種種可能性的未來，而是在基督事件所帶出的將來。
莫特曼認為要把握在《新約聖經》之終末論思想中最重要的範疇：作為來臨（Advent）之意義的「將來」。終末論的真正意義在於期盼「基督的再臨」、「上帝的來臨」。終末論的主要內容乃是耶穌基督和祂的將來，以及在耶穌基督裡的將來中個人生命、人類歷史、宇宙命運將會徹底的改變。 
莫特曼認為，基督教終末的盼望有四個不同的層次：
1. 它是對上帝榮耀的盼望（上帝的終末論）
2. 它是對上帝為世界所作的嶄新的創造的盼望（宇宙的終末論）
3. 它是對上帝針對人類歷史結局的盼望（歷史的終末論）
4. 它是對上帝為個人復活及永生的盼望（個人的終末論）

莫特曼：「終末論的第一個作用是個人的信仰。然後，隨之而來的是在這個世界上的新生命。從此，新生命中產生對肉體得贖的盼望，以及對此世界成為上帝國的期待。」

#### 方法論
在四個層次上，盼望的對象始終是上帝。莫特曼從「將來」（Zukunft）的時態來看上帝。上帝是一位再臨的上帝（Gott im Kommen），因此，「將來」不是遙遙無期的「未來」（Futurum），而是「將臨」（Advent），也就是，一種業已開始的將來。莫特曼把將來視為時間的源頭，過去乃是從已逝去的「將來」而來，但是過去是無法逆轉成為將來。因此，將來使過去成為已逝去的「將來」，使現在成為當下的「將來」，使未來成為即臨的「將來」。「將來」（Zukunft）是上帝在時間中的決定性力量，它與上帝一樣，不斷向我們迎面而來（zukommen）。
莫特曼引用《啟示錄》1：4「但願從那昔在、今在、來臨的上帝……有恩惠、平安歸與你們。」人們習慣上將時間的軸從過去到現在而劃向未來，因此，和合本的翻譯為「但願從那昔在、今在、以後永在的上帝」，這是有誤的。因為這段經文出現的字眼是「來臨」（der da kommt），而非「以後永在」（der sein wird）這意味上帝的將來不是像祂以往（昔在）和現今（今在）一般，而是在於祂的「來臨」，也就是祂在行動中要來到這個世界，所以莫特曼稱這樣的上帝為來臨中的上帝（the coming God）。
莫特曼提出「範疇－新」的概念，作為終末論的核心。從神學的角度而言，「新」這個範疇最先出現在以色列先知的話語中。先知藉著上帝對百姓的審判，預告上帝的新作為，將那位歷史的上帝傳揚成創造嶄新將來的上帝。因此，救恩的基礎從經歷到的過去轉移到期待的將來。因著基督從死裡復活，嶄新創造的前程照亮了舊世界的當下並且為此刻的生命點燃起新生命的盼望。使「新」的範疇成為終末性範疇的兩個特點：
1. 新的是未曾期待的，是令人驚訝與驚奇的。如同復活的基督和被釘十字架的基督、死去的基督沒什麼關聯、「最新」和舊的歷史之間也沒有什麼關聯一樣。
2. 終末性的「新」並非將舊的事物毀滅，而是接納它並對它重新創造，藉此為自己創造一個連續性[15]。

因此，嶄新的創造帶來得贖和圓滿終結，它使這個庸庸碌碌的生命充滿盼望，並使得這個經過改變的永恆生命成為可經歷的應許。

#### 「耶穌基督的將來」
終末論所談論的是「耶穌基督的將來」。上帝的將來是關聯著歷史中一個確定的實在：耶穌基督被釘十字架與復活。「基督教要宣告的就是這個實在（耶穌基督被釘十字架與復活）的將來、它的將來的可能性以及它對將來的影響。」上帝的應許不是給予一個已經存在的實在，而是宣告一個尚未存在的實在。應許不是要照亮或解釋已存在的世界和人性，反倒常常與人性和世界的現狀發生矛盾與衝突，並且在這矛盾衝突中，突顯耶穌基督的將來，才是人類和世界將來的盼望。
盼望不僅是來世生活的期盼，也是對今世生活的期盼。對現實生活的盼望常意味著反抗現實，因此，盼望不是追求來世，而忍受現世生活的痛苦，這樣的態度會形成對生存和死亡的漠視，對社會條件的不合理或與將來對立的種種情況漠不關心。終末的盼望能激起人們對現實的干預，道成肉身的救主為此世而降世為人，祂的復活與再來也是指一種對此世的改變和行動。在現實和未來、經驗和盼望處於對立中，只有未來的盼望才能激起人們的改變。因盼望的信仰具有認識論和實踐論的特質，使人不逃離這個世界，而是追逐未來或實現未來。

### 十字架神學
十字架神學通常都與路德相題並論。莫特曼把十字架神學重新闡揚，並賦予新的力量，而且引伸出對基督徒信仰、生活、倫理與實踐的涵意。
莫特曼採用「極端衝突對立的歷史辯證」，主張十字架與復活的事件與經驗，正是啟示了全然矛盾的生與死，神的離棄與同在、地獄和樂園。在這種對立矛盾的經驗中，建立了基督的身份。在基督的十架中，現有的世界和其所有的墮落與負面事務都聯節在一起，且顯明出來。在基督的復活中，也顯明了盼望與新的應許。復活應許著一個未來的臨到，將要勝過十字架所代表的不信與神的離棄，在人罪惡、受苦與失去神同在的經驗中。因此盼望乃是從復活湧流出來，這是十字架所界定的，十字架決定了復活盼望的本質與範疇。

#### 十架的事件與三位一體
莫特曼反對傳統的形而上學所認為的上帝是無動於衷、永不改變的，因為這與基督在十字架上的受苦是矛盾的，並且這樣的神是與人遠離的。莫特曼提出上帝是主動的受苦。上帝的受苦決不是必然性或命運的問題，更不是祂被迫受苦，乃是上帝自願以昂貴的愛向祂的造物伸出援手。
從基督教的角度講上帝，必須把耶穌的歷史作為發生在聖父與聖子之間的歷史－「各各他所發現的事件」，可見聖子之愛與聖父之哀，而開啟未來和創造生命的聖靈就源於此事件中。
在《羅馬書》8：31-32「只要上帝在我們這一邊，誰能敵對我們呢？祂連自己的兒子都不顧惜，把祂給了我們。既然這樣，難道祂不會也把萬物白白地賜給我們嗎？」保羅用更強烈的語氣說：「上帝讓祂背負我們的重擔」（林後5：21）、以及「基督已經為我們承擔詛咒」（加3：13）。因此，在耶穌被其父親和上帝那完全的和無法擺脫的遺棄裡，保羅悟出了父親為了不信上帝的人和被上帝遺棄的人交出兒子的道理。父親在十字架上交出自己的兒子，是為了成為那些被交出的人的父親。兒子被交給這種死，是為了成為生者和死者的主。若保羅強調講上帝「自己的兒子」，那麼饒恕和遺棄也牽涉上帝自身。在兒子的被遺棄裡，父親也遺棄了自己，儘管方式不同。莫特曼強調，被父親遺棄的兒子的受難與死不同於父親在兒子之死裡面的受難。耶穌的死不能從上帝受苦論方面理解為「上帝的死」，只能理解為「上帝之中」的死（上帝之中的十字架之死和耶穌之受難的上帝）。因此，兒子蒙受的是死去，而父親蒙受的是兒子的死。兒子無父親與父親無兒子相配，而且假如上帝自命為耶穌基督的父親，那麼祂也在兒子的死裡蒙受了祂的父性的死。
在《加拉太書》2：20「……上帝的兒子……祂愛我，為我捨命。」不僅父親交出耶穌，讓祂在十字架上被遺棄而死，而且是兒子捨棄自己，自願走向十字架。在十字架上，父親與兒子在遺棄裡最深刻的相互分離，但卻在同時，於他們的分離中又有著最深刻的連結。
從聖子向聖父甘心屈服，死而無怨和聖父痛楚地獻出聖子並經歷了祂的死之間，產生了改造世界、充滿愛的聖靈，這聖靈「使不信神者稱義，使遭離棄的充滿愛心，甚至使死者復生，因為，既使他們已死也不能把他們排除在十字架事件之外，上帝中的死亡也把他們包括在內。」沒有任何東西可以從「處在聖父的哀慟，聖子的仁愛，聖靈的感動之間的上帝的處境中」排除被上帝棄絕的人。
也就是耶穌基督的父，祂「從永恆裡定義要尋求愛，因著祂決定要走出自己的內在，投入人世，才帶來這個認識祂的經驗」。 莫特曼強調，神不能「被迫」受苦，而是神「定意」要受苦、並且「願意」受苦；「愛」就是愛人者感同身受被愛者的痛苦中。

基督的十字架從最深層次上啟示了「上帝存在於受苦中，受苦就在上帝存在的本身中。因為上帝是愛。」莫特曼似乎意圖顯明十字架的特殊性，來達到普世性的意義，他使神的受苦與世界的受苦結合，也將世界的受苦加在神的受苦中。

### 生態創造論

#### 作為上帝之家的受造物
莫特曼區別三種類型的創造：初始的創造、中繼的創造、嶄新的創造，乃創造的「三部曲」的概念。
1. 初始的創造：意味著沒有任何的前提和先決條件的創造，乃「無中生有」的意義。另外，初始的創造也意味著時間的創造。
2. 中繼的創造：意味著歷史中的創造。指上帝對創造的護理的概念。上帝不間斷的創造，既維持也創新。
3. 嶄新的創造：指榮耀的國度臻於完美和徹底的實現。在嶄新的創造中，將會有變遷而沒有消逝，有時間而沒有往昔，有生命而沒有死亡。

隨著創造的完成與圓滿，上帝將直接臨在於創造中，通過聖靈，世界將被改造成上帝的世界，即上帝自己的家。

#### 萬有在神論
莫特曼的萬有在神論字義是萬物皆在神中。他所繼承的不是牛頓派的萬有在神論傳統，而是克劳泽、弗里德里希·谢林和英美許多過程神學思想家的傳統。
莫特曼認為，自然不是上帝的啟示或上帝的形象，它乃是顯示了上帝的蹤跡。因此生態的浩劫就影響到神聖的生命。並且莫氏認為世界將會成為上帝的家園，我們不應該把上帝與自然分開，而是在自然中看到上帝，在上帝中看到自然，也就是，上帝與世界的關係必須被看作是「上帝在世界中，世界在上帝中」。
莫特曼在闡述萬有在神論之觀點時，運用魯里亞（I. Luria）的「神聖自限」（Zimzum）的觀念。主張，若上帝是無所不在的，而上帝又從無中創造了萬有，則在某種意義上來說，必定有上帝的「內部」和「外部」。為了在自身之外創造某物，無限的上帝必須事先在自身中為這個有限性留下地盤。正是因為上帝收縮到自身中，才給虛無留下空間。因此應該肯定，「上帝之外的創造」同時也存在「上帝之內」。創造應該被看作既是上帝自身之內的活動，也是祂自身之外的活動。

#### 聖靈的寓居
莫特曼強調，聖靈的教義必須和創造論聯繫在一起，並肯定創造是一個三位一體的過程。聖父通過聖子在聖靈中進行創造，因而，世界就是上帝所創造、通過上帝而形成，並存在上帝之中。
對莫特曼而言，聖靈中的創造論就是生態論的教義。因聖靈的臨在和作為，創造就是上帝的寓居，就是上帝的居住，就是上帝的家。正如莫氏所堅持的，「透過祂的靈，上帝親自臨在於祂的創造中。全部的創造是由聖靈的功效編織和貫穿而成的」。

#### 「創造」與「進化」
莫特曼對聖經創造論者採取批判的立場。他主張應接受達爾文的進化論。他說：「從原則上來說，創造和進化並不矛盾」，「創造」僅僅是指世界本身的存在，而進化卻是指世界內在的創造性活動。這兩個概念屬於不同的層次。它所談論的是同一實在的不同方面。
進化所描述的是物質和生命系統的後續建構。意味著進化論的位置處於神學談到的持續創造。進化曾經導致人類物種在地球上的起源，莫特曼認為，今天對進化的直接繼續就掌握在人類的手中，他們可能毀滅這一進化的階段，也可能將進化推進一步。

## 總結
關於莫特曼早期作品《盼望神學》中，批評者指責：莫氏對未來的強調，似乎是否定上帝對所有現今的經驗。在上帝論教義，他否定傳統的神聖自足性與無統感性的傳統教義時，卻妥協上帝的自由，使世界歷史成為上帝自我實現的過程等的問題。莫特曼漸漸在之後的著作中作澄清並有更全面的解釋。
莫特曼最大的成就，是在早期著作中，打開詮釋學的架構，來關聯於《聖經》的信仰與現代的世界。他後期的著作則是繼續強調《聖經》歷史與基督教神學傳統之主要主題，藉此在現代處境中產生意義。最突出的是，他持續地嘗試去重新構思上帝的教義，以致可以較持平地看待基督教視上帝為三一愛的傳統。莫特曼可說是，在其中最果敢與全面探討上帝論的神學家。